# 金华江
金华江，又称婺江、婺港、金华港，金華當地人又俗稱大溪，是中国浙江省金华市境内的主要河流，在金华市区的燕尾洲由义乌江、武义江汇合而成，至兰溪市马公滩和衢江汇合为兰江，沿途支流包括乾溪、桐溪、马达溪、白沙溪。金华江发源于磐安县岭干村龙乌尖，干流长度为25千米，流域（含义乌江、武义江）面积6,781.6平方千米。
金华江曾经为金华府城主要的对外交通通道。1932年浙赣铁路通车，以及1950年代新安江水电站、1970年代富春江大坝建成后，由于船闸规模限制无法通过中大型船舶，金华江内河水运逐渐衰落。

## 江滩

### 燕尾洲

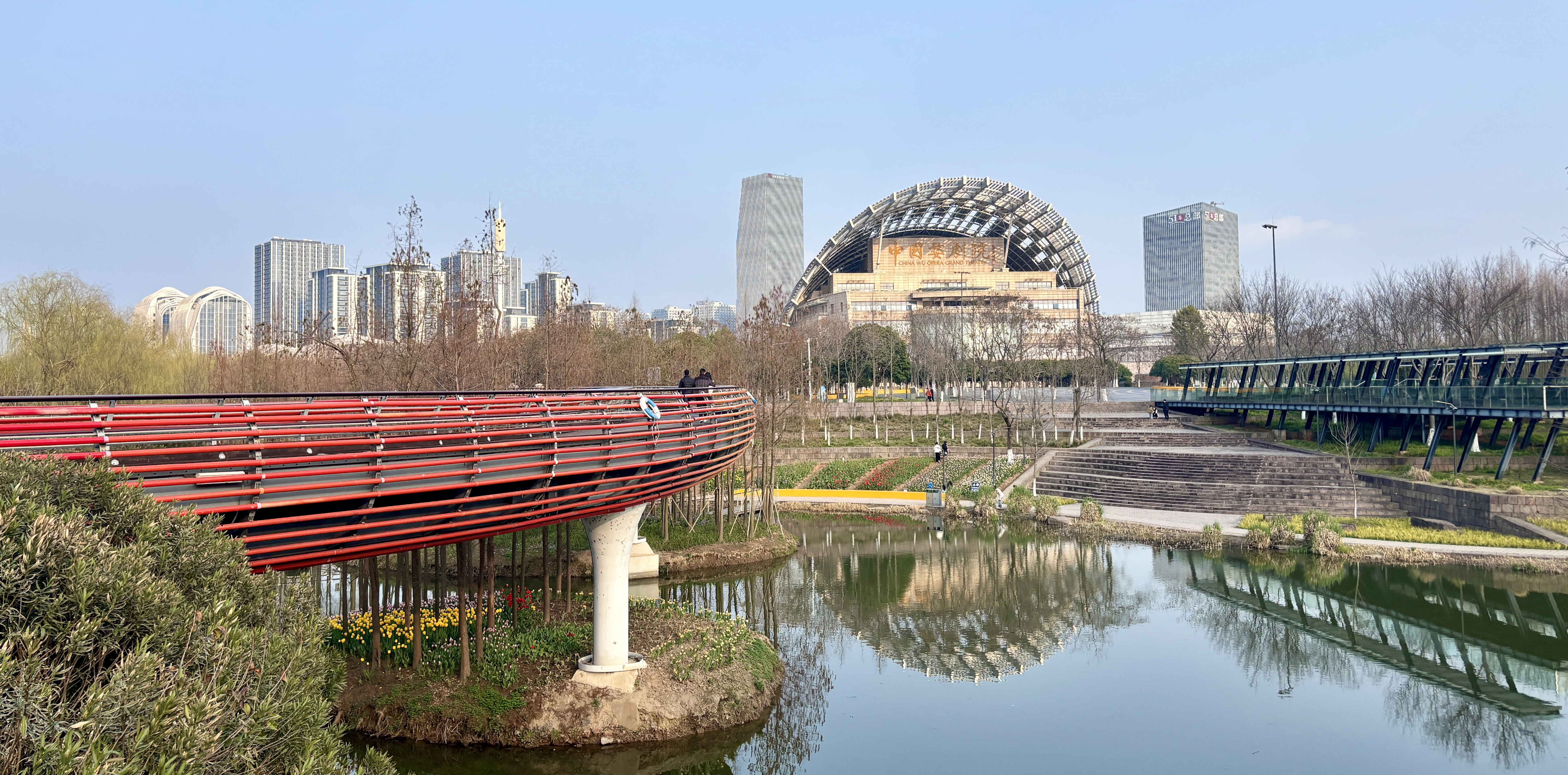
三江交汇的燕尾洲公园（2024年）

燕尾洲是义乌江、武义江交汇为婺江时形成的河漫滩，西面与五百滩隔江而望。因附近为军用机场而难以开发，因此受人类活动影响较轻；除部分地块被采砂船挖空和开辟为菜地，大部分地块保留有湿地景观。作为金华当地政府开发江东多湖地块计划的一部分，燕尾洲在金华市委市政府与部队协商达成金华机场易址协议后进行再开发。
首先于2009年2月开工建设中国婺剧院，2013年9月举行首演。燕尾洲公园于2010年通过设计评审，2014年5月开园。公园占地面积约25公顷，由俞孔坚为首席的北京土人景观与建筑规划设计研究院设计，公园分为湿地保育区、运动休闲区、水景观赏区、商业办公区四个部分，并建设贯穿公园并连接东阳江北岸的古子城，八咏楼及婺州公园和武义江南岸的樱花公园；此外，公园的防洪设施设计基于海绵城市理念，包括适应性防洪堤、适应性植被和百分之百的透水的表面铺装。。

### 五百滩

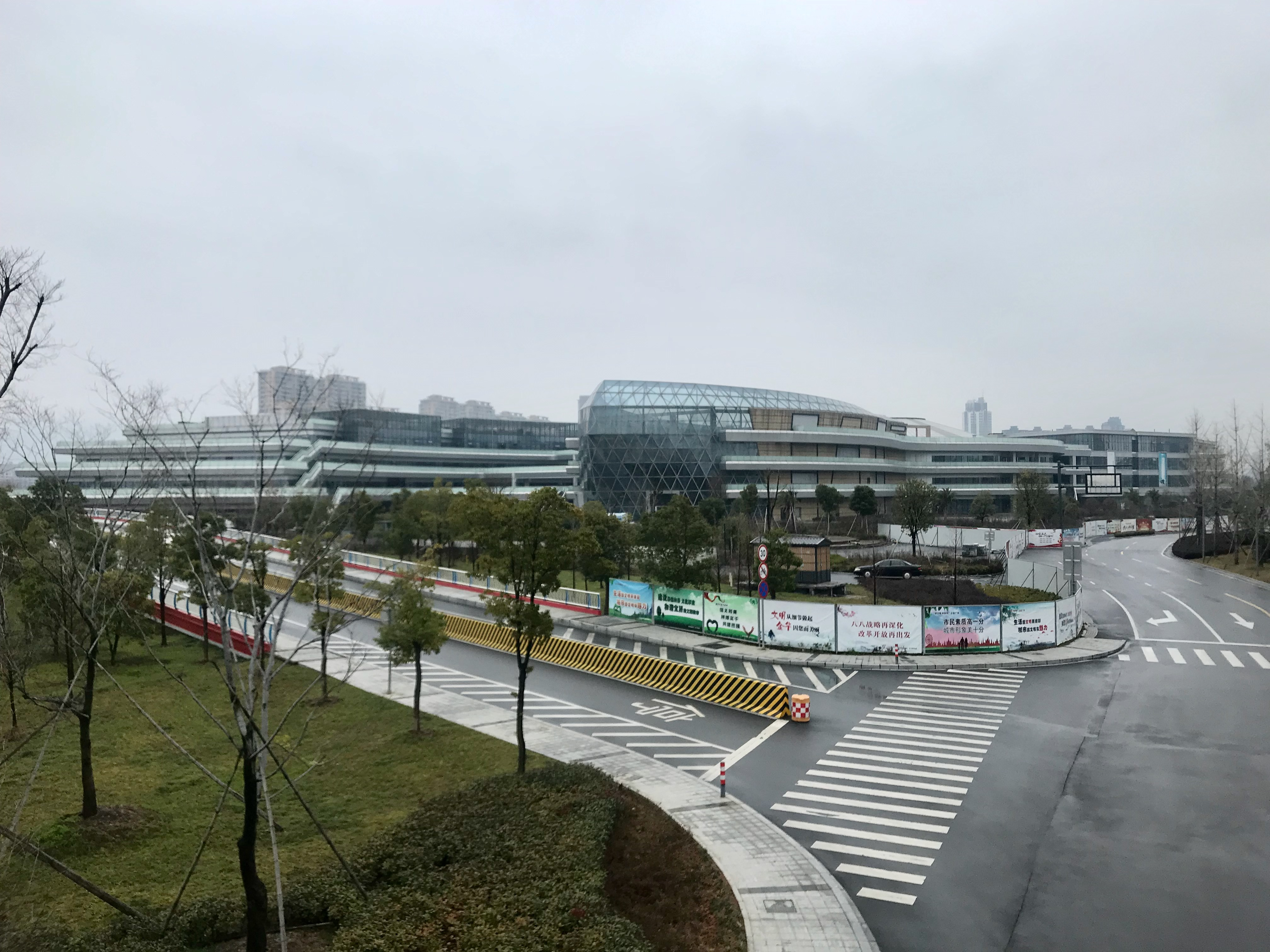
从双龙大桥眺望烂尾的瑞城国际商业广场（2019年）

五百滩（又写作五佰滩）是婺江和龙渎河间的江心滩，为金华府城的南市街所在地。1949年后建设数个工厂；因其靠近金华老火车站，也有部分宾馆客栈，通过通济桥连接。1996年在南市街通济桥东的市水泥预制场地块建设黄宾虹公园，1999年5月建成开放。2003年通济桥以西地块开始拆迁，拆迁居民安置于和信路南市小区，历经波折后于2009年完成。
拆迁后的南市街地块通常被称作五百滩地块，整体规划由加拿大伍道国际设计，通济桥以西部分面积537亩。规划以通济桥、金虹桥和双龙大桥为界，自东向西分别为五百滩公园、A区和B区。并建设通往通济桥双向、双龙大桥双向的出入岛匝道；修复金虹桥人行通道和龙渎桥。五百滩公园面积277.3亩，与黄宾虹公园隔通济桥相望；于2011年8月开工，2014年9月1日建成开放。A区位于双龙大桥东侧，规划为商业休闲中心，于2010年9月出让给绍兴国际大酒店旗下的浙江瑞城发展有限公司，计划建设商业建筑“瑞城国际商业广场”；B区位于双龙大桥西侧，规划为五星级酒店区。瑞城国际商业广场在2014年年底建成后一直未能开放，曾计划改造为海洋世界，但也因为业主方破产重整而成为烂尾项目；B区五星级酒店地块则一直闲置。
2021年杭州亚运会前夕又进行景观提升工程，将闲置A区建筑安装亚运景观，B区建设花海景观，以及龙渎桥改造；同年金华开发区城投集团出资收购商业综合体建筑，2023年举行五百滩文化活力岛总体概念规划及建筑设计国际竞赛。2025年6月开工，计划对既有建筑进行改造。

## 桥梁

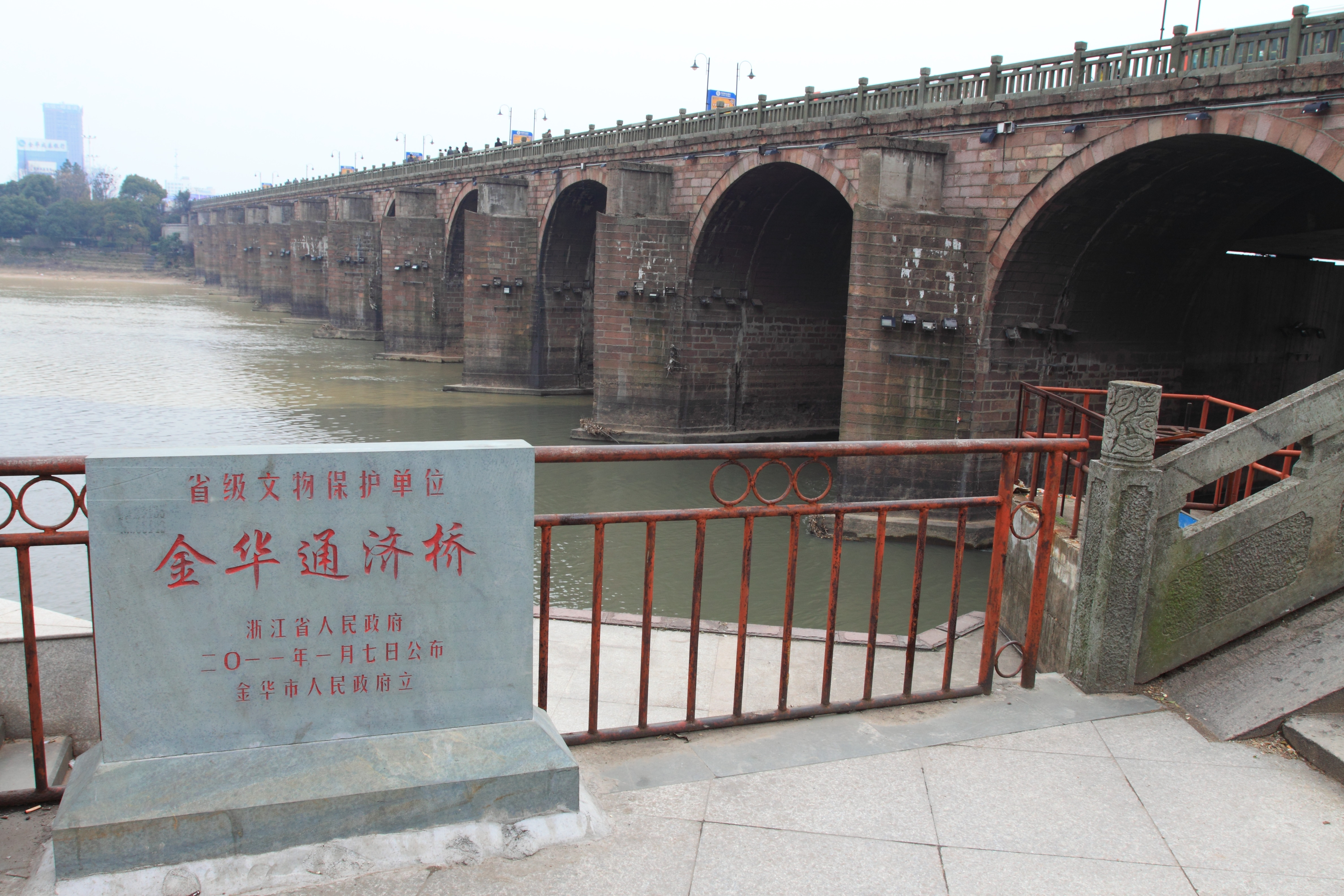
通济桥

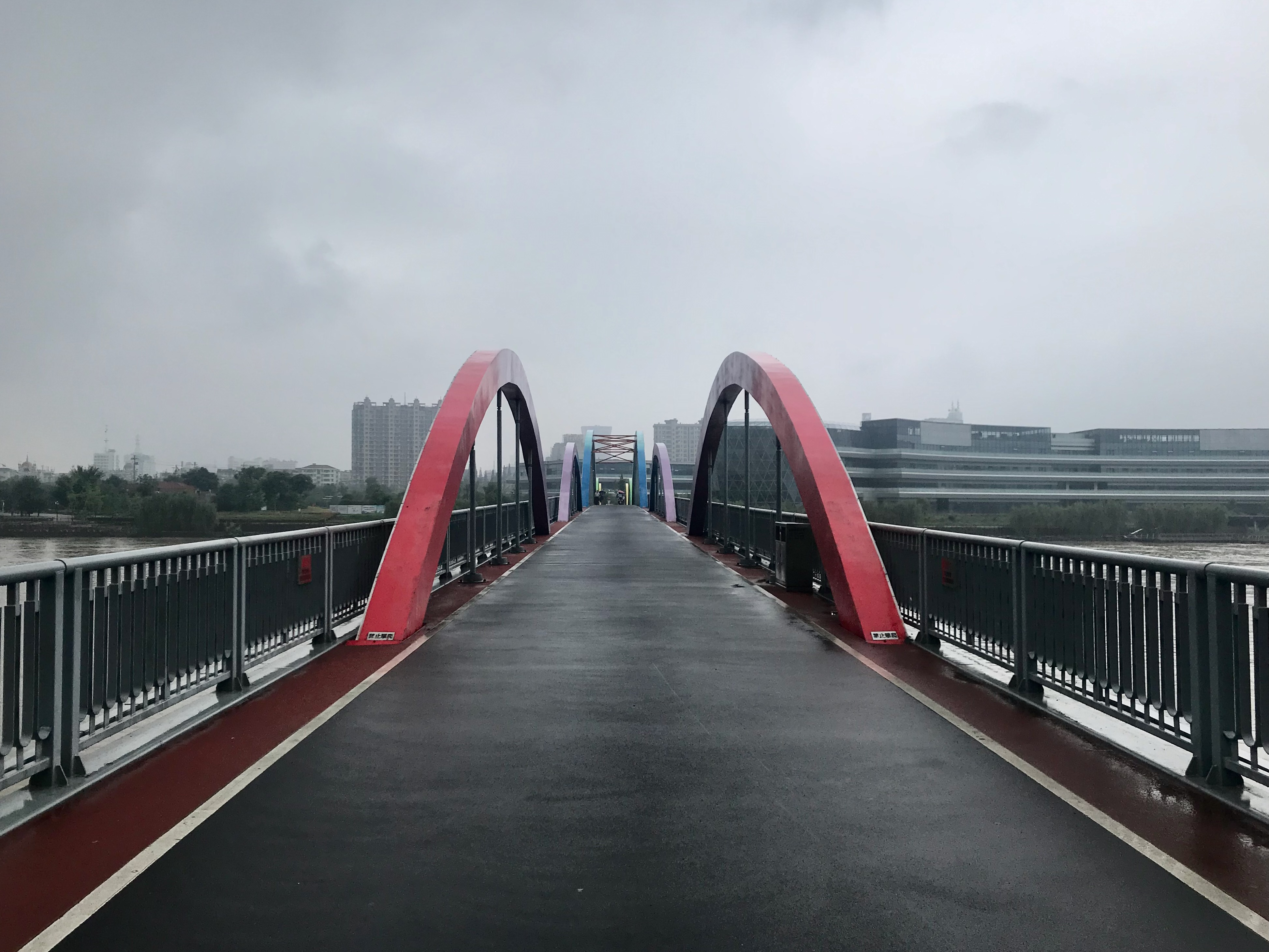
金虹桥

| 桥名                 | 道路                         | 修建/修复                       | 长度      | 宽度    | 备注:278   |
| -------------------- | ---------------------------- | ------------------------------- | --------- | ------- | ---------- |
| 通济桥               | 八一北街-八一南街            | 1961年（老桥） 1996年（西幅桥） | 301.8米   | 26米    |            |
| 通济桥               | 八一北街-八一南街            | 2010年（新桥）                  | 706米     |         |            |
| 城南大桥             | 八一北街-八一南街            | 1982年                          | 147.5米   | 25米    | 通济桥南段 |
| 金虹桥               | 金虹街-五百滩南新街-下官桥路 | 1987年                          | 229.5米   | 5米     | 步行桥     |
| 龙渎桥               | 金虹街-五百滩南新街-下官桥路 | 1987年                          | 124.1米   | 10.5米  | 金虹桥南段 |
| 双龙大桥             | 双龙北街-双龙南街            | 1996年                          | 1323米    | 28.5米  |            |
| 金华轨道交通过江隧道 | 金华轨道交通金义东线         | 2022年                          | 2020米    | 6米+6米 | 双洞隧道   |
| 河盘大桥             | 凉帽山路-婺州街              | 1986年                          | 290米     | 18米    |            |
| 婺江大桥             | 环城西路 一环快速路          | 1978年 2004年                   | 701.4米   | 40米    | :321       |
| 沪昆线金华江大桥     | 沪昆铁路                     | 1933年（下行） 1995年（上行）   |           |         | [ 27 ]     |
| 婺城大桥             | 二环西路                     | 2008年                          | 713米     | 45米    | [ 28 ]     |
| 金华江特大桥         | 沪昆高速铁路                 | 2010年                          | 11435.4米 |         | [ 29 ]     |
| 华龙大桥             | 龙乾南街                     | 建设中                          | 957米     | 39米    |            |
| 金华江大桥           | 沪昆高速公路                 | 2002年                          | 825.4米   | 41.50米 | 兰溪市境内 |
| 灵马大桥             | 灵马线                       | 重建中                          |           |         | 兰溪市境内 |
| 南门大桥             | 婺江路-衢江路                | 1981年                          | 563.6米   | 10米    | 兰溪市境内 |